# Província de Bolívar
Bolívar és una de les 22 províncies de l'Equador, situada als vessants occidentals dels Andes centrals de l'Equador. La seva capital és Guaranda, té 169.370 habitants (2001) i una superfície de 4.150 km². Es constituí com a província de l'Equador el 23 d'abril de 1884.
La posició geogràfica de la província fa que disposi de zones d'agricultura i ramaderia tant pròpies dels Andes com de la zona costanera. Hi destaca el cultiu del blat de moro, blat, patata, civada i plàtan.
La província de Bolívar es divideix en set cantons:
| Cantó      | Població (2010) | Superfície (km²) | Capital cantonal   | Població (2010) |
| ---------- | --------------- | ---------------- | ------------------ | --------------- |
| Caluma     | 13.129          | 175              | Caluma             | 6. 269          |
| Chillanes  | 11.861          | 655              | Chillanes          | 2. 681          |
| Chimbo     | 17.406          | 262              | San José de Chimbo | 4. 402          |
| Echeandía  | 12.114          | 230              | Echeandía          | 6. 170          |
| Guaranda   | 91.877          | 1.898            | Guaranda           | 23. 874         |
| Las Naves  | 6.092           | 147              | Las Naves          | 1. 485          |
| San Miguel | 27.244          | 570              | San Miguel         | 6. 911          |